# 屏山新村

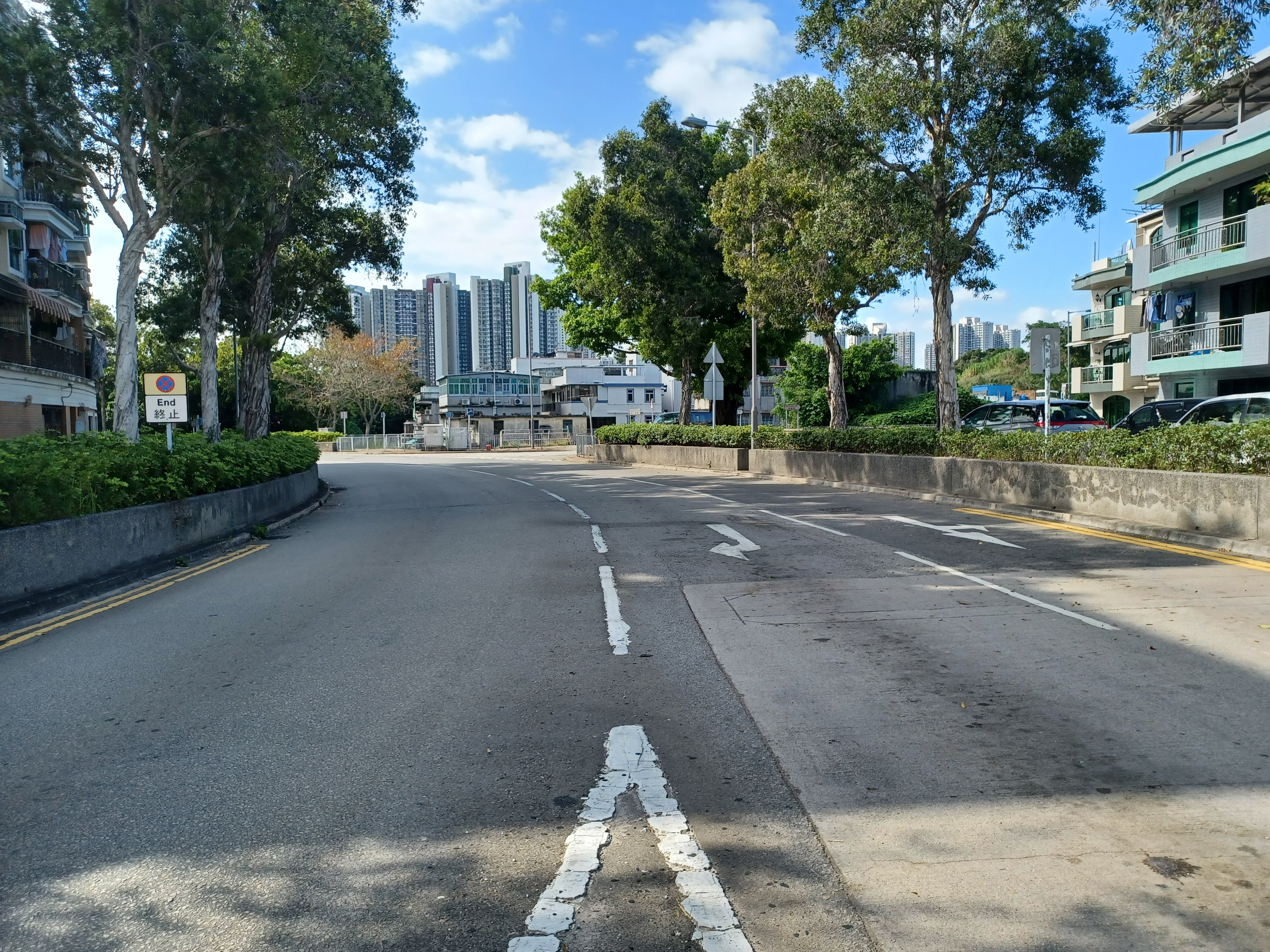
位處屏山新村的屏葵路

屏山新村（英語：Ping Shan San Tsuen）是一條位於香港元朗區屏山的鄉村。

## 行政區劃
屏山新村是新界小型屋宇政策下其中一條認可鄉村。

## 歷史
屏山新村是屏山鄧氏建立的「三圍六村」之一。「三圍六村」分別為：上璋圍、橋頭圍、灰沙圍、坑頭村、坑尾村、塘坊村、新村、洪屋村及新起村。
據1911年人口普查，新村人口為50人，當中男性22人。

## 外部連結
- 居民代表選舉屏山新村（屏山）的劃定現有鄉村範圍（2019－2022年） （页面存档备份，存于）

22°26′30″N 114°00′28″E / 22.441641°N 114.007748°E